# Antoine Arnauld
Antoine Arnauld (París, 6 de febrero de 1612-Bruselas, 8 de agosto de 1694), llamado el Grand Arnauld por sus contemporáneos a fin de no confundirle con su padre, fue un sacerdote, teólogo, filósofo y matemático francés, uno de los principales líderes de los jansenistas y un destacado oponente de los jesuitas, los hugonotes y los descreídos o libertinos en el siglo XVII.

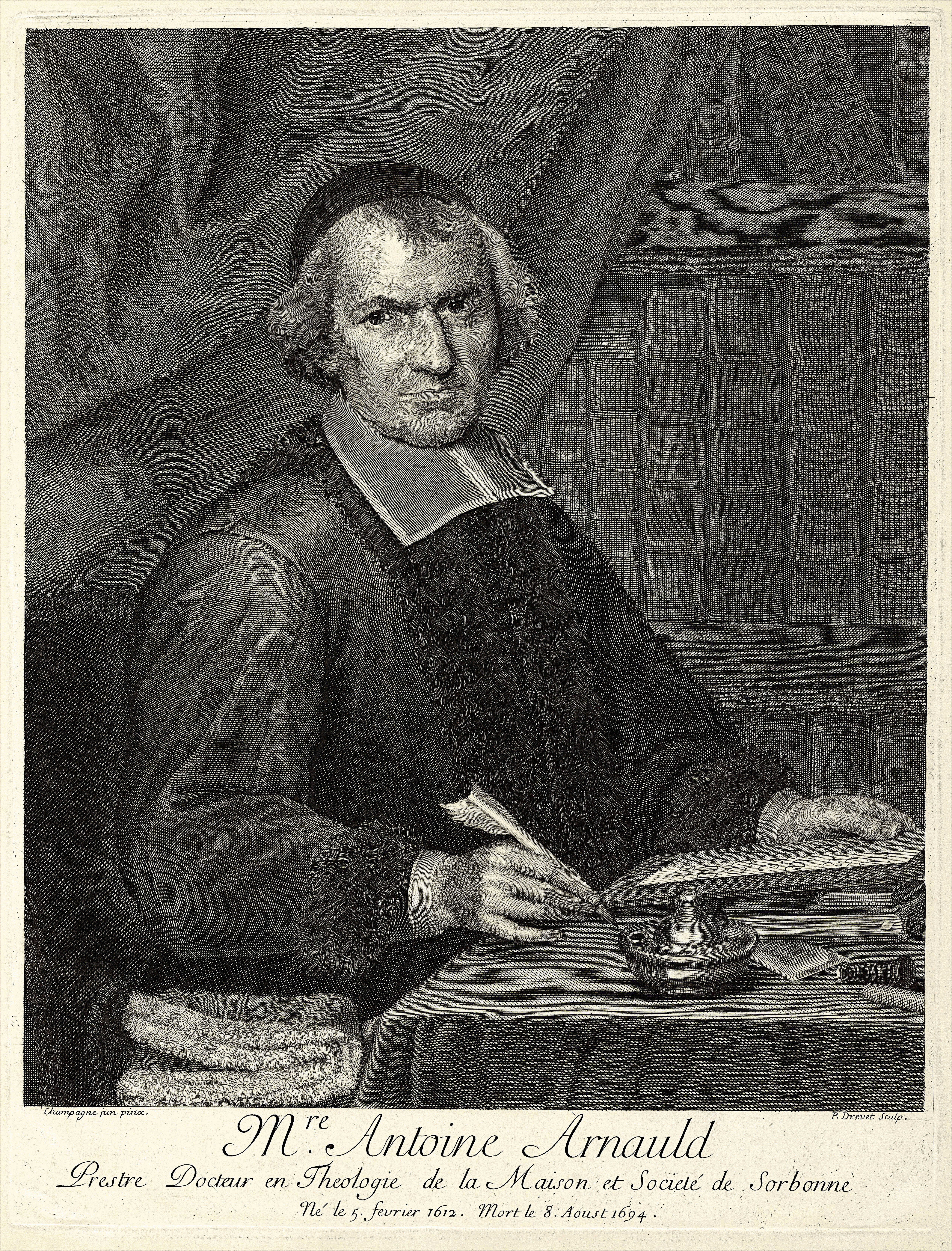
Antoine Arnauld.

## Biografía
Nacido en el seno de una familia de magistrados parisinos, era hermano de Angélique y Agnès Arnauld, abadesas de Port-Royal-des-Champs.
Estudió teología en la Sorbona despuntando como gran teólogo, pero, influido por Saint-Cyran, se inclinó hacia el jansenismo. Su libro De la fréquente communion (1643) fue la clave que le indujo a dirigir los objetivos e ideales de este movimiento hacia la comprensión del gran público; esto le acarreó tantas enemistades que se vio forzado a esconderse y, durante veinte años, no se atrevió a mostrarse en público en París.
Durante este tiempo, escribió innumerables opúsculos a favor del jansenismo. En 1655, dos cartas dirigidas a un duque y par de Francia acerca de los métodos confesionales de los jesuitas le costaron la expulsión de la Sorbona. Este suceso dio origen a las Lettres provinciales de Blaise Pascal, aunque sus esfuerzos no dieron resultado porque no pudo salvar a su amigo. En febrero de 1656, Arnauld fue solemnemente degradado. Doce años después, la Paz Clementina puso fin a sus problemas: fue amigablemente recibido por Luis XIV y tratado como un héroe por el pueblo.
Empezó a trabajar, junto con Pierre Nicole, en una gran obra dirigida contra los calvinistas: La perpétuité de la foi de l’Église catholique touchant l’eucharistie (La perpetuidad de la fe de la Iglesia católica respecto de la eucaristía). No obstante, diez años más tarde, la persecución contra los jansenistas se reavivó. Arnauld fue obligado a salir de Francia y se retiró a los Países Bajos; después se instaló en Bruselas. Sus últimos dieciséis años fueron una controversia incansable con los jesuitas, así como con los heréticos de todo tipo.

Antonio Arnauld murió a los 82 años, en 1694, enfermo, y tras padecer largas vigilias temiendo por su seguridad. Durante cerca de cinco años, no salió de su modesta vivienda. Apenas pisó el pequeño jardín, cubriéndose decorosamente con sábanas para no ser descubierto por vecinos y transeúntes curiosos. La casi totalidad de los escritos de ese periodo entraron a Francia de contrabando, merced a los servicios onerosos o gratuitos de vendedores ambulantes y comerciantes de feria. Dice Macias Fattoruso en su estudio sobre la abadía de Port-Royal des Champs: 
En las semanas previas a su despedida escribió tres testamentos. El primero de ellos, compuesto en años anteriores pero remozado en la ocasión, es el más importante, pues se trata de una memoria de sus acciones, de los motivos que tuvo en la vida para adoptar las decisiones que marcaron su destino. Allí, en una actitud contrita, de pecador que no sabe qué le espera pero que espera con alegría, pasa revista a su formación, a los libros que amó, a sus tratos con la vocación religiosa, a su amistad con Saint-Cyran. Como segundo texto importante de despedida, el otro testamento dispone de las pocas posesiones mundanas que lo acompañaron tales como un relicario, un reloj de repisa, un crucifijo de bronce y una pequeña renta por la venta de libros, ésta última en beneficio de su secretario. Al marqués de Roucy, pariente político a quien le había dedicado su tratado sobre las ideas de Malebranche, le dejó dos medallas que le regalara Luis XIV en ocasión de su sonada entrevista y “un par de curiosas piezas de cristal de Irlanda”. A Madame Fontpertuis, que es la ejecutora testamentaria, le pide que cumpla todas sus determinaciones, que los bienes no mencionados en el documento los done todos a las obras de caridad, salvo un cuadro del obispo de Milán, San Carlos de Borromeo, pintado por Philippe de Champaigne y que estuvo con Arnauld en varios de sus azarosos domicilios. La tercera pieza se trata de un testamento específico para la disposición final de los libros. Allí establece: “mi resolución ha sido siempre que los libros de los heréticos que hay entre mis libros jamás sean vendidos, por temor a que caigan en manos a las pudieran persuadir. Por eso he decidido dejarle todos mis libros a cualquier persona que los considere útiles para servir a la Iglesia”. Arnauld fue enterrado en secreto en Santa Catherine de Bruselas; su corazón lo llevaron a Port-Royal des Champs, donde fue enterrado y venerado.
Sus libros fueron reunidos casi un siglo más tarde y publicados bajo la insignia de tratarse del "más grande pensador católico de la Europa pensante del siglo XVII".

## Teólogo, filósofo y matemático

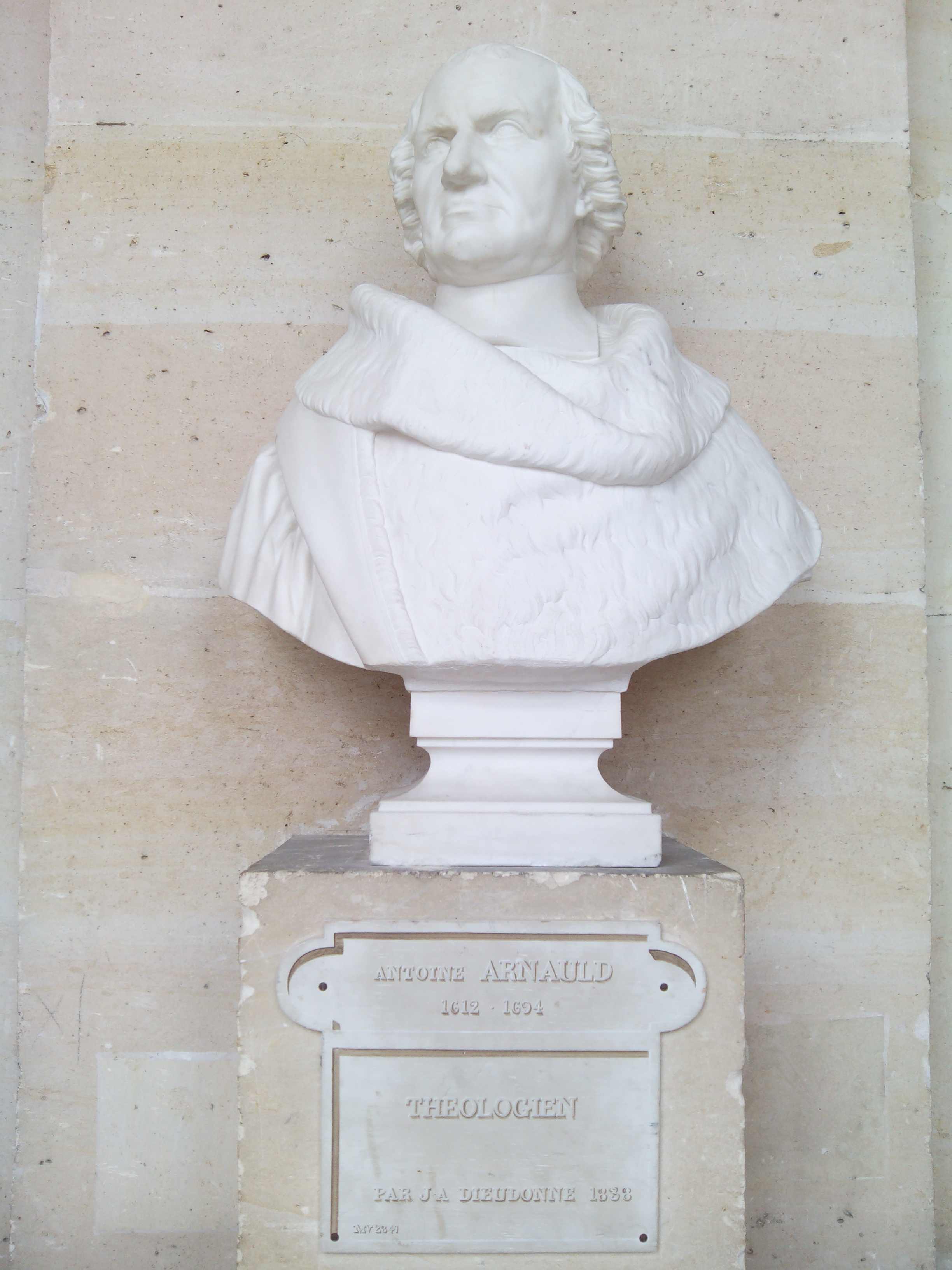
Busto de Antoine Arnauld en el Palacio de Versalles.

La energía inagotable de Antoine Arnauld queda puesta de manifiesto en su célebre respuesta dada a Nicolás, que se lamentaba de estar muy fatigado: “¡Fatigado! —respondió Arnauld— ¿cuando tenéis toda la eternidad para descansar?”. Arnauld no se limitó al estudio de las cuestiones teológicas. Fue uno de los primeros en adoptar la filosofía de Descartes pese a mantener algunas reservas acerca de su ortodoxia; y entre 1683 y 1685 se enfrascó en una disputa con Malebranche respecto a las relaciones de la teología con la metafísica. En este conflicto, la opinión pública se puso a favor de Arnauld. Cuando Malebranche se lamentó de la incomprensión de su adversario, Boileau le cerró la boca con esta pregunta: “Monsieur, según vos, ¿quién podría comprenderos, si M. Arnaud no consigue entenderos?”
Con Pierre Nicole, Arnauld fue el autor de La logique ou l’art de penser (Lógica de Port-Royal), obra fundamental en la historia de esta disciplina, distinguida por la acusada influencia del cartesianismo que fue utilizada como manual elemental hasta el siglo XX.
Arnauld fue considerado, asimismo, como uno de los grandes matemáticos de su tiempo; un crítico lo llamó el Euclides del siglo XVII. Tras su fallecimiento, su reputación en esta disciplina empezó a decaer. Sus coetáneos lo admiraban, considerándolo un maestro en los razonamientos complejos, después de Jacques-Bénigne Bossuet, el teólogo más sobresaliente; y comparable a Henri François d'Aguesseau, el abogado más importante. Sin embargo, su ardor y pasión en la defensa de sus argumentos no le granjeaban la simpatía de los demás. “Pese a mí mismo —dijo un día Arnauld con cierta amargura—, es rarísimo que mis libros sean muy cortos”.
Hoy, el nombre de Arnauld va acompañado por el célebre epitafio que Boileau consagró a su memoria:
Au pied de cet autel de structure grossière

Gît sans pompe, enfermé dans une vile bière

Le plus savant mortel qui jamais ait écrit.

(Al pie de este palacio de estructura grosera

Yace, sin pompa, encerrado en un vil ataúd

El más sabio mortal que jamás haya escrito.)

«Todo el mundo reconoce que ningún escritor del siglo XVII nació con un espíritu más filosófico y más amplio», diría Pierre Larousse a este propósito.

## Principales obras de Antoine Arnauld
(en francés)
- De la fréquente communion où Les sentimens des pères, des papes et des Conciles, conicerne al uso de los sacramentos de penitencia y la Eucaristía, fielmente expuestos. Paris: A. Vitré, 1643. Texte en ligne:
- Grammaire générale et raisonnée: contiene los fundamentos del arte de hablar, explicados de una manera clara y natural. Paris: Prault fils l'aîné, 1754. Texte en ligne:
- La logique ou L'art de penser: contiene las reglas comunes, varias observaciones nuevas, dirigidas a formar el pensamiento. Paris: G. Desprez, 1683. Texte en ligne:
- La perpétuité de la Foy de l'Eglise catholique touchant l'Eucharist. Paris: Charles Savreux, 1669